# Ampedus aethiops
Ampedus aethiops е вид бръмбар от семейство Полски ковачи (Elateridae). Видът не е застрашен от изчезване.

## Разпространение и местообитание
Разпространен е в Австрия, Албания, Босна и Херцеговина, България, Германия, Испания, Италия, Лихтенщайн, Полша, Румъния, Словакия, Словения, Сърбия (Косово), Украйна, Унгария, Франция, Хърватия, Черна гора, Чехия и Швейцария.
Обитава гористи местности, планини, възвишения и плата.